# Vitalij Zdoroveckij
Vitalij Zdoroveckij (rusky: Вита́лий Здорове́цкий, anglicky: Vitaly Zdorovetskiy; * 8. března 1992), známější pod svým uživatelským jménem na YouTube VitalyzdTv, je rusko-americký kontroverzní YouTuber a tvůrce internetového obsahu.

## Životopis

### Rané mládí
Vitalij Zdorovetskij se narodil 8. března 1992 v Murmansku v Rusku. V raném věku se pokoušel stát profesionálním skateboardistou, jeho kariéru ale ukončilo zranění. V minulosti se živil jako popelář, pracovník verbující zákazníky a autobusák v Miami na Floridě. Krátce po dovršení 18 let se v roce 2011 zúčastnil scény ve filmu pro dospělé.

### YouTube kariéra a kontroverze
V roce 2012 na sebe poprvé výrazněji upozornil videem „Miami Zombie Attack Prank!” Ve videu byl převlečený za zombie a děsil náhodné kolemjdoucí, nebo obyvatele čtvrti v Miami. Incident se udál krátce po kanibalském útoku, který se rovněž stal v Miami.
V červnu 2012 se ve videu vydával za ruského nájemného vraha, který položil kufřík k náhodným kolemjdoucím, kterým následně sdělil, že mají 60 vteřin na útěk, než kufřík vybouchne. Na Vitalije byla zavolána policie a hrozilo mu až 15 let vězení. Obvinění byla nakonec stažena.
V roce 2015 si během pobytu v Chorvatsku vystřelil z bývalého chorvatského premiéra Iva Sanadera, když Sanader opouštěl věznici Remetinec, kde si odpykával trest za korupci, a skočil na Sanaderovo auto, zatímco on a jeho právníci byli uvnitř.

### Zatčení na veřejnosti
V červenci 2014 vzbudil velkou pozornost médií poté, co vtrhl na hřiště během finále mistrovství světa ve fotbale 2014 mezi Německem a Argentinou v Brazílii.
Dne 25. května 2016 byl zatčen za vniknutí na cizí pozemek poté, co vylezl na Nápis Hollywood. Dne 10. června 2016 byl opět zatčen za pruhování během čtvrtého zápasu finále NBA mezi Cleveland Cavaliers a Golden State Warriors. Dne 29. října 2017 byl během zápasu MLB 2017 zatčen za vběhnutí na hřiště krátce poté, co Carlos Correa z týmu Houston Astros odpálil homerun. V lednu 2020 byl po výstupu na pyramidy v Gíze zatčen a strávil pět dní v egyptském vězení. V dubnu 2020 byl zatčen za napadení ženy.

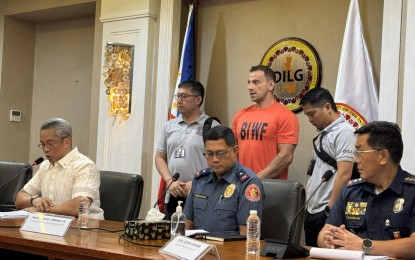
Vitalij Zdoroveckij v dubnu 2025

### Filipíny
Dne 2. dubna 2025 ho zatkly filipínské úřady poté, co na serveru Kick živě přenášel sérii incidentů, při nichž obtěžoval lidi na veřejnosti v Bonifacio Global City v metropoli Manile. Jeho deportace byla odložena poté, co ho imigrační úřad označil za nežádoucího cizince a ministerstvo vnitra a místní správy (DILG) za riziko útěku.
V květnu 2025 jeho právní tým požádal tajemníka DILG, aby stáhl obvinění proti němu s odkazem na duševní zdraví, což bylo odmítnuto.

### Pronásledování osob
Na Kicku společně s dalšími známými osobnosti lákal na schůzky osoby, které psaly sexuální zprávy osobám mladším 18 let. Za to byl na internetu odsuzován, protože při těchto akcích dotyčné lidi nutil k ponižujícím aktivitám, než je propustí.